# Distribució normal-exponencial-gamma
En teoria i estadística de probabilitats, la distribució gamma normal-exponencial (de vegades anomenada distribució NEG) és una família de tres paràmetres de distribucions de probabilitat contínues. Té un paràmetre de localització {\displaystyle \mu }, paràmetre d'escala {\displaystyle \theta } i un paràmetre de forma {\displaystyle k}.

## Funció de densitat de probabilitat
La funció de densitat de probabilitat (pdf) de la distribució gamma normal-exponencial és proporcional a
{\displaystyle f(x;\mu ,k,\theta )\propto \exp {\left({\frac {(x-\mu )^{2}}{4\theta ^{2}}}\right)}D_{-2k-1}\left({\frac {|x-\mu |}{\theta }}\right)}
on D és una funció de cilindre parabòlica.
Pel que fa a la distribució de Laplace, el pdf de la distribució NEG es pot expressar com una barreja de distribucions normals,
{\displaystyle f(x;\mu ,k,\theta )=\int _{0}^{\infty }\int _{0}^{\infty }\ \mathrm {N} (x|\mu ,\sigma ^{2})\mathrm {Exp} (\sigma ^{2}|\psi )\mathrm {Gamma} (\psi |k,1/\theta ^{2})\,d\sigma ^{2}\,d\psi ,}
on, en aquesta notació, els noms de distribució s'han d'interpretar en el sentit de les funcions de densitat d'aquestes distribucions.
Dins d'aquesta barreja d'escales, la distribució de mescla de l'escala (una exponencial amb una taxa distribuïda gamma) en realitat és una distribució Lomax.

## Aplicacions
La distribució té cues pesades i un pic afilat 𝜇 i, per això, té aplicacions en selecció variable.